# Are
| Grotere en kleinere eenheden | Grotere en kleinere eenheden | Grotere en kleinere eenheden |
| factor                       | naam                         | symbool                      |
| ---------------------------- | ---------------------------- | ---------------------------- |
| 10−2                         | centiare                     | ca                           |
| 1                            | are                          | a                            |
| 102                          | hectare                      | ha                           |

Een are wordt in de landmeetkunde vaak gebruikt om de grootte (oppervlakte) van percelen (vooral landbouwgrond, bosgrond, maar soms ook bouwgrond) uit te drukken.
Een are omvat een gebied van 100 m², ofwel een vierkante decameter (1 dam2).
Andere oppervlaktematen, gebaseerd op de are zijn:
- ca of centiare = 0,01 are = 1 m²
- ha of hectare = 100 are = 10 000 m²

Sinds de invoering van het Système International geldt de are als verouderd. Aan de vierkante meter wordt de voorkeur gegeven. In de EU wordt het gebruik ervan slechts in bepaalde speciale vakgebieden toegestaan, zoals kadastrale registraties.